# Singles 2
Singles 2: Triple Trouble (Hříšná trojka) je počítačová hra na způsob The Sims. Hráč hraje za jednu či více postav. Jde o to zařídit si vlastní bydlení, splnit požadavky postav a pokusit se o novou generaci. Hru vytvořil tým Rotobee a vydal Deep Silver. Je podobná The Sims 2, ale erotičtější.